# David Lovering
David Lovering (6 de diciembre de 1961) es un músico y mago estadounidense. Es conocido, sobre todo, por ser el batería de la banda de rock alternativo Pixies desde 1986. Después de su separación en 1993, Lovering colaboró tocando la batería con varias bandas y artistas, incluyendo The Martinis, Cracker, Nitzer Ebb y Tanya Donelly. Después, inició una carrera como The Scientific Phenomenalist, llevando a cabo ante el público experimentos basados en la física, y ocasionalmente abriendo para Frank Black (cantante de Pixies) o The Breeders, la banda de Kim Deal (bajista de Pixies). Cuando Pixies se reunieron en 2004, Lovering regresó como batería.
Como batería, Lovering se inspiró en bandas de diversos géneros, incluyendo Rush y Steely Dan. Su estilo musical durante su etapa con Pixies fue aclamado por la crítica. El escritor Ben Sisario le describió como "el gran ancla irreconocido" de la banda, y afirmó que sus influencias le daban "una precisión y versatilidad esencial para seguir las peculiares composiciones de Frank Black".

## Biografía

### Juventud
David Lovering, nació en Burlington, Massachusetts el 6 de diciembre de 1961. Aprendió a tocar la batería en la adolescencia uniéndose a la banda de música de su escuela secundaria. Según su amigo John Murphy, los gustos musicales de Lovering estuvieron siempre muy "influenciados por la batería". En su anuario de secundaria, Lovering comentó que sus tres ambiciones eran: formar parte de una banda de rock, ser ingeniero electrónico y salir de gira con Rush, su banda favorita. Después de graduarse, Lovering estudió ingeniería electrónica en el Wentworth Institute of Technology de Boston. Consiguió un trabajo en una tienda Radio Shack con Murphy, donde ambos a menudo hacían gamberradas. Una de estas bromas consistió en cablear el baño de la tienda a la alarma de incendios. Después de licenciarse en Wentworth en 1982, consiguió un trabajo fabricando láseres mientras seguía tocando la batería en bandas locales como Iz Wizard y Riff Raff. Ha citado un gran número de bandas de distintos géneros como influencias, entre ellos Steely Dan, Led Zeppelin o Devo.

### Pixies
En 1985 Lovering asistió a la boda de Murphy y Kim Deal. En enero de 1986 Deal comenzó a tocar el bajo en la nueva banda de rock alternativo Pixies, formada por Charles "Black Francis" Thompson y Joey Santiago. Murphy sugirió que Lovering hiciese una prueba para la banda, que aún no tenía batería. Lovering, en este punto, había dejado de tocar y al comienzo no estuvo muy impresionado por las canciones tocadas por el trío. De todas maneras, después de tocar con ellos decidió unirse al proyecto. Lovering y la banda compusieron y ensayaron durante 1985 y en 1986 comenzaron a tocar en pequeñas salas de Boston. La banda decidió grabar dieciocho canciones para una demo, The Purple Tape, en 1987. Lovering coescribió una de estas canciones, "Levitate Me" (su única aportación como compositor digna de mencionar para Pixies) y apareció en la portada del casete corriendo desnudo de espaldas a la cámara. "Levitate Me" aparece también en Come On Pilgrim, que incluye siete canciones más de esta demo.
Pixies entraron de nuevo al estudio de grabación en 1988 para grabar su segundo álbum Surfer Rosa. La contribución de Lovering en canciones como "Bone Machine", que comienza con un solo de batería de diez segundos, "Break My Body" y "River Euphrates" establecieron su estilo estable y preciso. Doolittle, el debut en una gran discográfica, siguió en 1989. Durante las sesiones de grabación del álbum, Thompson convenció a Lovering para cantar en "La La Love You", que había sido escrita como una "pulla hacia la idea de una canción de amor". El productor del álbum, Gil Norton después diría que durante estas sesiones Lovering "pasó de no querer cantar ni una nota" a "no puedo apartarle del micrófono. Era un verdadero showman". Además de la batería y sus aportes vocales, Lovering tocó el bajo en la penúltima canción del álbum, "Silver".
Después del lanzamiento de Doolittle, la relación entre los miembros de la banda empeoró debido a las constantes giras y la presión de haber editado tres álbumes en dos años. Después del último concierto de la gira "Fuck or Fight" de apoyo a Doolittle, en noviembre de 1989, la banda estaba demasiado cansada incluso para asistir a la fiesta de fin de gira y poco después anunciarían un descanso. 
Después de que la banda volviese al trabajo a mediados de 1990, Lovering se mudó a Los Ángeles con el resto de la banda. Pixies editaron dos álbumes más, Bossanova (1990) y Trompe le Monde (1991). Lovering puso la voz principal a la cara B de la canción "Velouria", "Make Believe", una canción sobre su admitida "obsesión" con el cantante y compositor estadounidense Debbie Gibson. Pixies hizo conciertos esporádicos entre 1991 y 1992. Se separaron definitivamente en 1992, sobre todo debido a tensiones entre Thompson y Deal, aunque no se hizo público hasta comienzos de 1993.

### The Scientific Phenomenalist y otros proyectos
Siguiendo la ruptura de Pixies, Lovering tocó la batería para varios artistas, incluyendo a Nitzer Ebb, aunque rechazó una oferta para unirse a Foo Fighters. Lovering después se unió a la banda de Santiago The Martinis, tocando en la canción "Free" de la banda sonora de la película Empire Records. Pronto dejaría la banda para comenzar una gira como batería de la banda Cracker. Lovering después tocó con Tanya Donelly en su álbum de 1997, Lovesongs for Underdogs y con una banda de Boston llamada Eeenie Meenie. Después de pasar ciertas dificultades para encontrar trabajo, Lovering dejó la batería.
A finales de la década de 1990, el amigo de Lovering, Grant-Lee Phillips le llevó a una convención de magos. Lovering quedó impresionado con algunos de los trucos de ilusionismo, y luego dijo "tengo que aprender a hacer eso". Carl Grasso, un amigo común, les invitó a un espectáculo en The Magic Castle, un club de Los Ángeles con espectáculos de magia. Allí conoció al líder de la banda Possum Dixon, Rob Zabrecky, con el que entabló una rápida amistad. Zabrecky convenció a Lovering a conseguir un pase para actuar allí. Después de conseguirlo, Lovering se convirtió en "The Scientific Phenomenalist". Su actuación combinaba sus conocimientos de electrónica con sus tablas sobre un escenario. Su decisión de comenzar una carrera como ilusionista estuvo influida por el hecho de que como músico, "no podía superar a Pixies".
Como The Scientific Phenomentalist, Lovering hace experimentos de ciencia y física con una bata de laboratorio. Va rehuyendo de los trucos de magia tradicionales, y prefiere "cosas que sean más mentales, usando poderes mentales". Después explicó:

Todo es muy optimista, experimentos extraños de física que nunca verás. [...] Prefiero tener al público pensando 'si es magia o no', mejor que 'es todo ciencia' o es 'todo magia'. Así que hago cosas raras que otros magos no hacen.

 Lovering cita al habilidoso mago Ricky Jay, al mentalista Max Maven y a Eugene Burger como influencias. Sus actuaciones a menudo contienen máquinas de propia construcción.
Lovering se convirtió en parte de The Unholy Three, un trío de magos residentes de Magic Castle, haciendo un espectáculo "una magia de nueva ola, alternativa, vanguardista". Llevó su actuación de magia a lo largo de Estados Unidos como telonero de Frank Black (el nuevo nombre artístico del líder de Pixies), Grant-Lee Phillips, The Breeders y Camper Van Beethoven. También actuó en el festival All Tomorrow's Parties en 2002. Después comentó que su actuación en el festival quizá fuera su mayor logro. Lovering retomó la batería, apareciendo en algunos conciertos de  Frank Black and the Catholics. También aparece en una de las canciones del álbum de The Martinis de 2004, The Smitten Sessions.

### Reunión de Pixies
Para el verano de 2003, Lovering se sentía deprimido. En una entrevista de 2004, comentó:

Recuerdo que iba camino del banco, y estaba desilusionado con todo, financieramente estaba en un buen lío. Estaba involucrado en una relación que era terrible. Estaba tocando fondo. Y estoy camino del banco y me suena el teléfono móvil. Es Joe [Santiago]; dice, ¿Adivina?

 Santiago acababa de recibir una llamada de Thompson expresándole sus ganas de volver a reunir a Pixies. Lovering estaba encantado con las noticias. Añadió que "lo más triste es que cuando me senté a ensayar con Pixies, no podía creerme que había dejado algo que amaba tanto". En 2004 Lovering y la banda grabaron su sencillo de reunión, "Bam Thwok".
Lovering aparece en el documental de 2006 loudQUIETloud, que cubre la gira de reunión de Pixies de 2004. Su padre murió en mitad de la gira, y Lovering comenzó a beber fuertemente como resultado. Según Thompson, Lovering "fastidió un par de canciones" en algunos de los conciertos. "Todo se vio en la película", dijo Thompson, "pero lo reeditaron para que pareciese que pasó en medio de la gira, pareciendo que toda la gira se encaminaba hacia este estupor alcohólico de David. Realmente no fue así". Estuvo de gira con Pixies entre 2005 y 2006, mientras actuaba en Magic Castle los viernes por la noche con The Unholy Three. En 2007, Lovering tocó en un concierto benéfico para Wally Ingram como integrante de The Martinis. Este mismo año, formó una banda llamada The Hermetic Order of the Golden Dawn, con los músicos de Los Ángeles, Amit Itelman and Oscar Rey.

## Discografía

### Pixies
- Come On Pilgrim (1987)
- Surfer Rosa (1988)
- Doolittle (1989)
- Bossanova (1990)
- Trompe le Monde (1991)
- Indie Cindy (2014)
- Head Carrier (2016)

### Con Tanya Donelly
- Lovesongs for Underdogs (1997)

### Con The Martinis
- The Smitten Sessions (2004)